# آرنه بيترسن
آرنه بيترسن هو دراج دنماركي، ولد في 2 أبريل 1913 في Vejen ‏ في الدنمارك، وتوفي في 28 ديسمبر 1990 في فالشوبنغ في السويد.

## وصلات خارجية
- آرنه بيترسن على موقع إحصائيات الدراجات الإحترافية (الإنجليزية)
- آرنه بيترسن على موقع أوليمبيديا (الإنجليزية)